# راسيل كونواي
راسيل كونواي (بالإنجليزية: Russ Conway)‏ هو صحفي أمريكي، ولد في 1949 في هافر هيل في الولايات المتحدة، وتوفي في أغسطس 2019 بسبب مرض.